# 图书漂流
图书漂流，也稱為漂書。是一種圖書閱讀方式，起源於20世紀六七十年代的歐洲，它的理念是将书籍擺放到公共場所中，使得书籍可以被他人拾得而继续被阅读，而后讀者再次將書本擺放至公共場所。現在已發展與網際網絡結合，讀者上網註冊、將書本編碼後，可以追蹤書籍後續傳閱漂流的過程。

## 發展

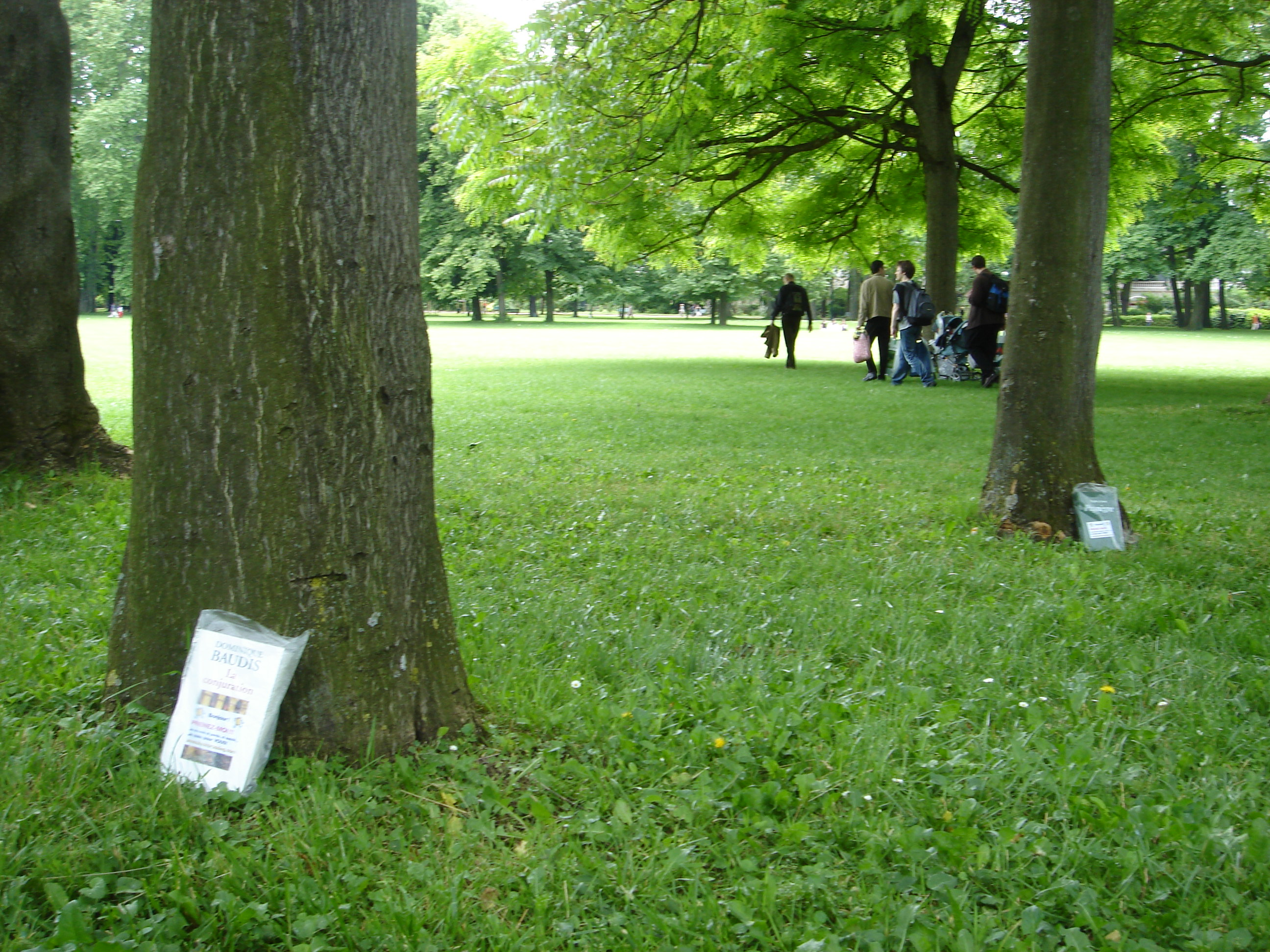
樹木下擺放的图书 (MBC Lyon 2006)

2001年4月17日Ron Hornbaker创建漂書網站（Bookcrossing），在2015年時拥有150万会员，有一千多萬本書在132個國家間漂流，可見圖書漂流風氣的形成。亞洲地區，則常在偏鄉地區、圖書館、車站等地區設置圖書漂流區，以增加更多閱讀的機會。